# Familia Simpson (sezonul 14)
Cel de-al paisprezecelea sezon al serialului de televiziune american Familia Simpson a fost difuzat pentru prima dată pe rețeaua Fox din Statele Unite între 3 noiembrie 2002 și 18 mai 2003. Produs de Gracie Films⁠(d) și 20th Century Fox Television⁠(d), sezonul conține 22 de episoade, 21 dintre acestea fiind realizate sub supervizarea producătorului executiv Al Jean⁠(d). Episodul „How I Spent My Strummer Vacation⁠(d)” a fost produs de Mike Scully⁠(d). Acesta a fost primul sezon în care majoritatea episoadelor au fost create cu cerneală și vopsea digitale⁠(d), deși patru episoade - „How I Spent My Strummer Vacation”, „Bart vs. Lisa vs. the Third Grade”, „Large Marge” și „Helter Shelter” - realizate în timpul producției sezonului 13 și difuzate ca parte a acestui sezon au fost realizate cu ajutorul procedeelor animației tradiționale⁠(d). De asemenea, episodul „Treehouse of Horror XIII⁠(d)”, desenat cu cerneală și vopsea digitale, a fost produs în sezonul precedent, dar difuzat în sezonul 14. Acest sezon a primite numeroase recenzii pozitive și a câștigat două premii Primetime Emmy⁠(d), inclusiv la categoria „cel mai bun serial animat⁠(d)”, patru Premii Annie⁠(d) și un premiu Writers Guild of America. Sezonul conține episodul numărul 300 al serialului - „Barting Over⁠(d)”.
Scriitorii responsabili de scenariul episoadelor din acest sezon sunt J. Stewart Burns, Kevin Curran⁠(d), John Frink & Don Payne⁠(d), Dana Gould, Dan Greaney, Brian Kelley⁠(d), Tim Long, Ian Maxtone-Graham, Carolyn Omine, Mike Scully, Matt Selman, John Swartzwelder, Matt Warburton și Marc Wilmore. Brian Pollack, Mert Rich, Sam O'Neal, Neal Boushall, Dennis Snee și Allen Glazier erau scenariști independenți. Regizorii sezonului au fost Bob Anderson⁠(d), Mike B. Anderson, Chris Clements⁠(d), Mark Kirkland, Lance Kramer, Nancy Kruse, Lauren MacMullan, Pete Michels, Steven Dean Moore, Matthew Nastuk, Michael Polcino, Jim Reardon și David Silverman⁠(d). Distribuția principală era alcătuită din Dan Castellaneta (Homer Simpson, Abraham Simpson,  Krusty the Clown⁠(d) etc.), Julie Kavner⁠(d) (Marge Simpson, Patty și Selma Bouvier⁠(d)), Nancy Cartwright (Bart Simpson, Ralph Wiggum, Nelson Muntz etc.), Yeardley Smith⁠(d) (Lisa Simpson), Hank Azaria (Moe Szyslak⁠(d), Apu⁠(d), Clancy Wiggum⁠(d) etc.) și Harry Shearer⁠(d) (Ned Flanders, Montgomery Burns, Seymour Skinner⁠(d) etc.). Alți membri ai distribuției au fost Marcia Wallace⁠(d) (Edna Krabappel⁠(d)), Pamela Hayden⁠(d) (Milhouse Van Houten etc.), Tress MacNeille⁠(d) (Agnes Skinner⁠(d) etc.), Russi Taylor (Martin Prince⁠(d) etc.) și Karl Wiedergott⁠(d) (alte personaje). Actrița Maggie Roswell (Helen Lovejoy, Maude Flanders etc.) a revenit în distribuție, aceasta părăsind proiectul în timpul celui de-al unsprezecelea sezon din cauza unei dispute contractuale.
„Barting Over”, care a fost difuzat pe 16 februarie 2003, a fost promovat ca fiind episodul numărul 300 al serialului de către Fox. Totuși, „The Strong Arms of the Ma⁠(d)” a fost episodul 300 al Familiei Simpson. Conform jurnalistului Ben Rayner⁠(d) de la Toronto Star⁠(d), este foarte dificil de stabilit motivul pentru care „Barting Over” a fost ales să devină episodul 300, compania de televiziune declarând că există o discrepanță între data originală la care episodul urma să fie difuzat și numărul de episoade difuzate înaintea acestuia.

## Recepție
Sezonul 14 a primit recenzii cu precădere pozitive. High-Def Digest i-a oferit 3.5/5 stele sezonului și a declarat că „serialul are numeroase momente amuzante”. Blu-ray.com a acordat sezonului 14 tot 3,5/5 stele, iar Casey Broadwater l-a considerat o imbunătățire față de sezoanele produse de Scully și sezonul 13. Conform siteului Collider⁠(d), calitatea generală a sezonului nu se ridică la nivelul primelor sezoane, însă evoluția personajelor și a serialului este solidă. Jackson Cresswell a considerat „CED’oh⁠(d)”, „Pray Anything” și „Brake My Wife, Please” drept cele mai bune episoade ale sezonului, în timp ce „Three Gays of the Condo”, „Large Marge” și „Helter Shelter” au primit recenzii negative.

### Premii
Episoadele celui de-al paisprezecelea sezon au câștigat mai multe premii, inclusiv două premii Primetime Emmy . „Three Gays of the Condo” a devenit al optulea episod al serialului care a câștigat premiul Primetime Emmy pentru cel mai bun serial animat⁠(d). Hank Azaria a câștigat un premiu Emmy la categoria „cel mai bun dublaj⁠(d)” pentru interpretarea a diverse personaje în episodul „Moe Baby Blues⁠(d)”. A fost al treilea Emmy câștigat de Azaria la această categorie. Melodia „Everybody Hates Ned Flanders” (muzică de Alf Clausen⁠(d), iar versurile de Ian Maxtone-Graham și Ken Keeler) din episodul „Dude, Where’s My Ranch?⁠(d)” a fost nominalizată la Premiul Emmy pentru „cea mai bună coloană sonoră”.
De asemenea, serialul a câștigat patru premii Annie, inclusiv al 12-lea consecutiv la categoria „cea mai bună producție de televiziune animată”. Celelalte premii câștigate au fost la categoriile „cel mai bun regizor într-o producție de televiziune animată” ( Steven Dean Moore pentru „Scuse Me While I Miss the Sky⁠(d)”), „cea mai bună coloană sonoră într-o producție de televiziune animată” (Alf Clausen, Ken Keeler și Ian Maxtone-Graham pentru „Dude, Where's My Ranch?”) și „cel mai bun scenariu într-o producție de televiziune animată” (Matt Warburton⁠(d) pentru „Three Gays of the Condo”). „The Dad Who Knew Too Little⁠(d)” (scris de Matt Selman) a câștigat un premiu Writers Guild of America în 2004 la categoria animație. Episodul „Moe Baby Blues⁠(d)”, scris de J. Stewart Burns⁠(d), a fost nominalizat la aceeași categorie.
Serialul a fost nominalizat la Globul de Aur pentru „cel mai bun serial muzical sau de comedie” în 2003. Era pentru prima dată când Familia Simpson era nominalizat la acest premiu. Episodul „'Scuse Me While I Miss the Sky” a fost nominalizat la Environmental Media Awards⁠(d) pentru „cel mai bun episod de comedie”. Chris Ledesma a fost nominalizat la Premiul Golden Reel⁠(d) pentru „cel mai bun sunet într-un serial de televiziune animat” pentru „Large Marge⁠(d)”.

## Episoade
| No.overall | No. in season | Title                               | Directed by        | Written by                  | Original air date | Prod.code | U.S. viewers (millions) |
| ---------- | ------------- | ----------------------------------- | ------------------ | --------------------------- | ----------------- | --------- | ----------------------- |
| 292        | 1             | „Treehouse of Horror XIII"          | David Silverman    | Marc Wilmore                | 3 noiembrie 2002  | DABF19    | 16.7                    |
| 292        | 1             | „Treehouse of Horror XIII"          | David Silverman    | Brian Kelley                | 3 noiembrie 2002  | DABF19    | 16.7                    |
| 292        | 1             | „Treehouse of Horror XIII"          | David Silverman    | Kevin Curran                | 3 noiembrie 2002  | DABF19    | 16.7                    |
| 293        | 2             | „How I Spent My Strummer Vacation"  | Mike B. Anderson   | Mike Scully                 | 10 noiembrie 2002 | DABF22    | 12.5                    |
|            |               |                                     |                    |                             |                   |           |                         |
| 294        | 3             | „Bart vs. Lisa vs. the Third Grade" | Steven Dean Moore  | Tim Long                    | 17 noiembrie 2002 | DABF20    | 13.3                    |
|            |               |                                     |                    |                             |                   |           |                         |
| 295        | 4             | „Large Marge"                       | Jim Reardon        | Ian Maxtone-Graham          | 24 noiembrie 2002 | DABF18    | 17.4                    |
|            |               |                                     |                    |                             |                   |           |                         |
| 296        | 5             | „Helter Shelter⁠(d)"                 | Mark Kirkland      | Brian Pollack & Mert Rich   | 1 decembrie 2002  | DABF21    | 15.1                    |
|            |               |                                     |                    |                             |                   |           |                         |
| 297        | 6             | „The Great Louse Detective"         | Steven Dean Moore  | John Frink & Don Payne      | 15 decembrie 2002 | EABF01    | 15.5                    |
|            |               |                                     |                    |                             |                   |           |                         |
| 298        | 7             | „Special Edna"                      | Bob Anderson       | Dennis Snee                 | 5 ianuarie 2003   | EABF02    | 15.0                    |
|            |               |                                     |                    |                             |                   |           |                         |
| 299        | 8             | „The Dad Who Knew Too Little"       | Mark Kirkland      | Matt Selman                 | 12 ianuarie 2003  | EABF03    | 12.8                    |
|            |               |                                     |                    |                             |                   |           |                         |
| 300        | 9             | „The Strong Arms of the Ma"         | Pete Michels       | Carolyn Omine               | 2 februarie 2003  | EABF04    | 15.4                    |
|            |               |                                     |                    |                             |                   |           |                         |
| 301        | 10            | „Pray Anything"                     | Mike Frank Polcino | Sam O'Neal & Neal Boushell  | 9 februarie 2003  | EABF06    | 13.4                    |
|            |               |                                     |                    |                             |                   |           |                         |
| 302        | 11            | „Barting Over"                      | Matthew Nastuk     | Andrew Kreisberg            | 16 februarie 2003 | EABF05    | 21.3                    |
|            |               |                                     |                    |                             |                   |           |                         |
| 303        | 12            | „I'm Spelling as Fast as I Can"     | Nancy Kruse        | Kevin Curran                | 16 februarie 2003 | EABF07    | 22.1                    |
|            |               |                                     |                    |                             |                   |           |                         |
| 304        | 13            | „A Star Is Born Again"              | Michael Marcantel  | Brian Kelley                | 2 martie 2003     | EABF08    | 14.4                    |
|            |               |                                     |                    |                             |                   |           |                         |
| 305        | 14            | „Mr. Spritz Goes to Washington"     | Lance Kramer       | John Swartzwelder           | 9 martie 2003     | EABF09    | 14.4                    |
|            |               |                                     |                    |                             |                   |           |                         |
| 306        | 15            | „C.E.D'oh"                          | Mike B. Anderson   | Dana Gould                  | 16 martie 2003    | EABF10    | 13.0                    |
|            |               |                                     |                    |                             |                   |           |                         |
| 307        | 16            | „'Scuse Me While I Miss the Sky"    | Steven Dean Moore  | Dan Greaney & Allen Glazier | 30 martie 2003    | EABF11    | 12.6                    |
|            |               |                                     |                    |                             |                   |           |                         |
| 308        | 17            | „Three Gays of the Condo"           | Mark Kirkland      | Matt Warburton              | 13 aprilie 2003   | EABF12    | 12.02                   |
|            |               |                                     |                    |                             |                   |           |                         |
| 309        | 18            | „Dude, Where's My Ranch?"           | Chris Clements     | Ian Maxtone-Graham          | 27 aprilie 2003   | EABF13    | 11.71                   |
|            |               |                                     |                    |                             |                   |           |                         |
| 310        | 19            | „Old Yeller-Belly"                  | Bob Anderson       | John Frink & Don Payne      | 4 mai 2003        | EABF14    | 11.59                   |
|            |               |                                     |                    |                             |                   |           |                         |
| 311        | 20            | „Brake My Wife, Please"             | Pete Michels       | Tim Long                    | 11 mai 2003       | EABF15    | 10.56                   |
|            |               |                                     |                    |                             |                   |           |                         |
| 312        | 21            | „The Bart of War"                   | Mike Frank Polcino | Marc Wilmore                | 18 mai 2003       | EABF16    | 12.10                   |
|            |               |                                     |                    |                             |                   |           |                         |
| 313        | 22            | „Moe Baby Blues"                    | Lauren MacMullan   | J. Stewart Burns            | 18 mai 2003       | EABF17    | 13.44                   |
|            |               |                                     |                    |                             |                   |           |                         |